# Rewind (J.J. Cale)
Rewind: The Unreleased Recordings è una compilation di J.J. Cale, pubblicata dalla Time Life Music Records nel 2007. Si tratta di una raccolta di brani mai pubblicati, registrati tra il 1973 ed il 1982.

## Tracce
1. Guess I Lose – 2:52 (J.J. Cale) – Registrato il 15 novembre 1978 al Bradley's Barn, Mt. Juliet (Tennessee)
2. Waymore's Blues – 2:39 (Waylon Jennings) – Registrato nel 1971 al Columbia Studios, Studio B, Nashville (Tennessee)
3. Rollin' – 2:55 (Randy Newman) – Registrato il 22 gennaio 1980 al Columbia Studios, Studio A, Nashville (Tennessee)
4. Golden Ring – 3:06 (Eric Clapton) – Registrato il 28 gennaio 1980 al Columbia Studios, Studio B, Nashville (Tennessee)
5. My Cricket – 2:35 (Leon Russell) – Registrato il 24 gennaio 1980 al Columbia Studios, Studio B, Nashville (Tennessee)
6. Since You Said Goodbye – 2:47 (J.J. Cale) – Registrato il 7 maggio 1973
7. Seven Day Woman – 2:20 (Christine Lakeland) – Registrato il 16 febbraio 1983 al Warner Bros. Studios di North Hollywood (California)
8. Bluebird – 1:27 (J.J. Cale) – Registrato il 23 novembre 1973 al Bradley's Barn, Mt. Juliet (Tennessee)
9. My Baby and Me – 2:22 (J.J. Cale) – Registrato il 7 luglio 1973 al Woodland Sound Studios di Nashville (Tennessee)
10. Lawdy Mama – 2:57 (J.J. Cale) – Registrato nel 1982
11. Blue Sunday – 3:15 (Bill Boatman) – Registrato il 10 novembre 1977
12. Out of Style – 2:24 (J.J. Cale) – Registrato il 27 gennaio 1975 al Bradley's Barn, Mount Juliet (Tennessee)
13. Ooh La La – 3:28 (Christine Lakeland, J.J. Cale) – Registrato il 17 gennaio 1980 al Columbia Studios, Studio B di Nashville (Tennessee)
  - sassofoni e corni aggiunti nella registrazione del 20 marzo 1980 al Crazy Mamas Studios di Nashville (Tennessee)
14. All Mama's Children – 2:09 (J.J. Cale) – Registrato il 22 gennaio 1980 al Columbia Studios, Studio A di Nashville (Tennessee)

## Musicisti
Brano 1
- J.J. Cale  - chitarra elettrica, voce
- non accreditati  - accompagnamento vocale, coro

Brano 2
- J.J. Cale - chitarra, voce
- Christine Lakeland - chitarra acustica
- altri musicisti non accreditati

Brano 3
- J.J. Cale - chitarra, voce
- Christine Lakeland - chitarra acustica, voce
- Tony Migliori - pianoforte
- altri musicisti non accreditati

Brano 4
- J.J. Cale - chitarra, voce
- Christine Lakeland - chitarra acustica
- Johnny Christopher - chitarra acustica
- Steve Gibson - chitarra elettrica
- David Briggs - pianoforte
- Bobby Emmons - organo hammond B3
- Mike Lawler  - sintetizzatore
- Tommy Cogbill  - basso
- Kenny Buttrey - batteria
- altri musicisti non accreditati

Brano 5
- J.J. Cale - chitarra, voce
- Johnny Christopher - chitarra acustica
- Steve Gibson - chitarra elettrica
- David Briggs - pianoforte
- Bobby Emmons - organo hammond B3
- Mike Lawler - sintetizzatore
- Tommy Cogbill - basso
- Kenny Buttrey - batteria
- Christine Lakeland - accompagnamento vocale, coro
- Marilyn Davis - accompagnamento vocale, coro

Brano 6
- J.J. Cale - chitarra elettrica, voce
- Mac Gayden - chitarra elettrica slide wah
- Tim Drummond - basso
- Karl Himmel, Jr. - batteria
- altri musicisti non accreditati

Brano 7
- J.J. Cale - chitarra, voce
- Christine Lakeland - chitarra, voce
- Richard Thompson - chitarra
- Glen D. Hardin - pianoforte
- Spooner Oldham - organo hammond B3
- Tim Drummond - basso
- Jim Keltner - batteria
- Jim Karstein - percussioni

Brano 8
- J.J. Cale - voce, vari strumenti musicali

Brano 9
- J.J. Cale - chitarra elettrica, voce
- Mac Gayden - chitarra elettrica
- altri musicisti non accreditati

Brano 10
- J.J. Cale - chitarra elettrica, voce
- altri musicisti non accreditati

Brano 11
- J.J. Cale - chitarra elettrica, voce
- altri musicisti non accreditati

Brano 12
- J.J. Cale - chitarra elettrica, voce
- Harold Bradley - chitarra elettrica, chitarra acustica
- Beegie Adair - pianoforte
- altri musicisti non accreditati

Brano 13
- J.J. Cale - chitarra elettrica, voce
- Christine Lakeland - chitarra elettrica, voce, accompagnamento vocale, coro
- Steve Gibson - chitarra elettrica
- Denis Solee - sassofono, corno
- George Tidwell - corno
- Mike Lawler - sintetizzatore
- Tommy Cogbill - basso
- Kenny Buttrey - batteria

Brano 14
- J.J. Cale - chitarra elettrica, chitarra acustica, voce
- Christine Lakeland - chitarra acustica
- altri musicisti non accreditati